# Thomas Lucy
Sir Thomas Lucy (* 24. April 1532; † 7. Juli 1600 in Charlecote) war ein englischer Friedensrichter und High Sheriff, der wegen seiner Verbindungen zu William Shakespeare bekannt ist.
Thomas Lucy erbte nach dem Tod seines Vaters William Lucy 1552 sowohl das Dorf Charlecote, den Sitz der Familie, als auch die Dörfer Sherborne und Hampton Lucy in Warwickshire bei Stratford-upon-Avon, dem Geburtsort Shakespeares. Um 1558 ließ er den Familiensitz als das erste der großen elisabethanischen Landhäuser neu erbauen. Er wurde 1565 er zum Ritter erhoben und konnte 1573 Königin Elisabeth I. als Gastgeber auf Charlecote begrüßen. Er legte großen Wert auf Reichtum, beschäftigte vierzig Bedienstete und war angeblich bis hin zur Bosheit um den Schutz seiner Ländereien und des darauf lebenden Wilds besorgt.
Er war leidenschaftlicher Protestant und Puritaner; sowohl in seinem Amt als Friedensrichter, das er in Stratford ausübte, als auch als Mitglied des Parlaments engagierte er sich stark darin, Katholiken einzuschüchtern und zu verfolgen, die die Teilnahme am anglikanischen Gottesdienst verweigerten. Er ließ auf aggressive Weise Razzien in ihren Häusern durchführen, insbesondere nach dem Somerville-Anschlag von 1583. Im darauffolgenden Jahr hatte er einen Streit zwischen einem seiner Bediensteten und Hamnet Sadler, einem Freund Shakespeares, zu schlichten. 1586 wurde er zum High Sheriff der Grafschaft ernannt.
Es gab mithin Anlass genug, Lucy ganz und gar nicht zu mögen und als antikatholischen Strafverfolger sogar zu fürchten. Er ließ diejenigen, die Jesuiten in der Gegend von Stratford Beistand leisteten, verhaften und verhören. Er war verantwortlich für die Razzien in den Häusern der Arden-Familie nach der Festnahme von Edward Arden, und es war einer seiner Gefolgsleute, der nach der Niederschlagung der nördlichen Rebellion die Kontrolle in Stratford übernahm.
Shakespeare selbst hätte gute Gründe gehabt, Lucy als Feind anzusehen, einen Mann, der immerhin einige seiner Verwandten bis ins Grab verfolgt und seinen Schatten über jede altkatholische Familie der Gegend geworfen hatte. Daneben gibt es noch die beliebte Legende, Shakespeare habe einst im Park von Charlecote gewildert, habe dann aus Stratford nach London fliehen müssen und dort seine Laufbahn begonnen. Auch wenn diese Geschichte frei erfunden sein sollte, bleibt doch die Tatsache, dass der Dichter in zweien seiner Werke – dem Königsdrama Heinrich VI., 2. Teil und der Komödie Die lustigen Weiber von Windsor – einen Friedensrichter Schaal (Shallow) auftreten lässt, dessen unverkennbare Attribute wie sein Wappen die Ähnlichkeit mit Thomas Lucy zumindest für Zeitgenossen unübersehbar machte. Und wenn Shakespeare dann noch im englischen Wortspiel Hechte im Wappen mit Läusen in der Jacke vergleicht, dann ist nicht auszuschließen, dass er sich so von der Bühne herab parodistisch subtil an Lucy gerächt hat.
Lucy starb im Jahr 1600 in Charlecote.